# أحذية خشبية
الأحذية الخشبية هو فيلم درامي أمريكي صامت عام 1917 من إخراج ريموند بي ويست وبطولة بيسي باريسكال وجاك ليفينغستون وجوزيف جيه داولينج .  

## الطاقم
1. Bessie Barriscale as Pampy - بيسي باريسكيل باسم بامبي
2. Jack Livingston as Donald Luther - جاك ليفينغستون باسم دونالد لوثر
3. Joseph J. Dowling as Captain Hendrik von der Bloom - جوزيف ج. داولينغ باسم الكابتن هندريك فون در بلوم
4. Tom Guise as Rufus Smith - توم غايس باسم روفوس سميث
5. Howard Hickman as Jack Smith - هاورد هيكمان باسم جاك سميث
6. Margaret Thompson as Gertrude Van Hoosen - مارجريت طومسون باسم غيرترود فان هوسن
7. Don Likes as Fat Boy - دون لايكس باسم الفتى البدين
8. Will H. Bray as Dr. Blaisdell - ويل ه. بري باسم الدكتور بلايسدل
9. J. Frank Burke as Father Nepomuk - ج. فرانك بيرك باسم الأب نيبوماك
10. Gertrude Claire as The Mevrouw - غيرترود كلير باسم الميفراو
11. J. H. Gotch as Jacob Hauptmann - ج. ه. غوتش باسم يعقوب هاوبتمان

## إنتاج
تم تصوير مشاهد القرية في قطعة أرض في Triangle Studio في Culver City، California .  تم استخدام مجموعة القرية لاحقًا في In Slumberland (1917) وفيلم Bessie Love Wee Lady Betty (1917). 

## الحفاظ
مع عدم وجود مطبوعات للأحذية الخشبية في أي أرشيف أفلام، يعتبر فيلمًا مفقودًا .  في فبراير من عام 2021، تم الاستشهاد بالفيلم من قبل المجلس الوطني للحفاظ على الأفلام في قائمة الأفلام الأمريكية الصامتة المفقودة. 

## روابط خارجية
- أحذية خشبية  في قاعدة بيانات الأفلام على الإنترنت (بالإنجليزية)
- [http://allmovie.com/movie/v117699 Synopsis

] على موقع أول موفي.